# S-Zug Brüssel

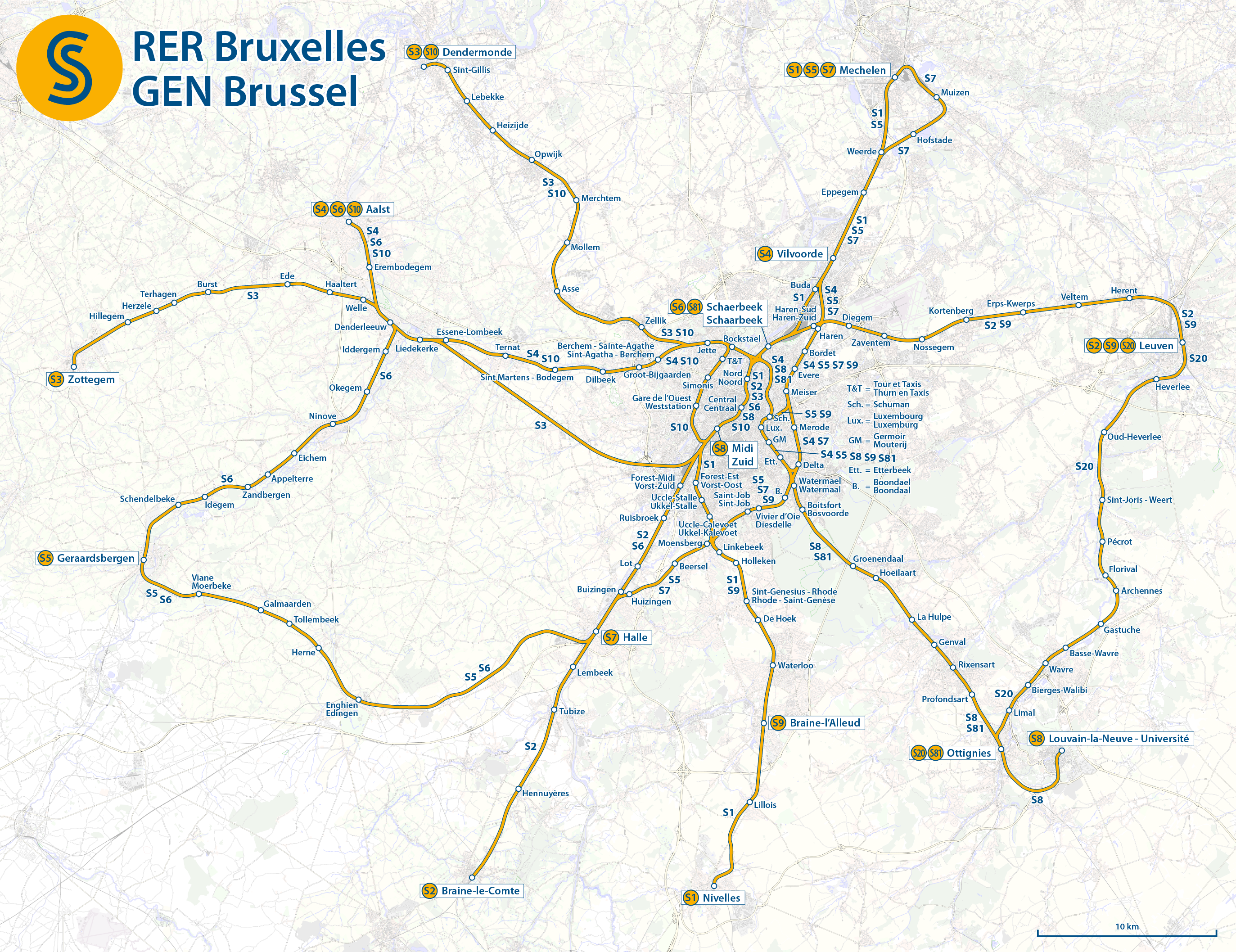
Netzplan des S-Zug Brüssel

Der S-Zug Brüssel (französisch Train S Bruxelles, niederländisch S-trein Brussel) ist ein S-Zug-Netz der Nationalen Gesellschaft der Belgischen Eisenbahnen (SNCB/NMBS) in der belgischen Hauptstadt Brüssel. Die ursprünglich geplanten zweisprachigen Bezeichnungen Réseau Express Régional (RER) (französisch) bzw. Gewestelijk ExpresNet (GEN) (niederländisch) wurden nach deutschem Vorbild durch ein einheitliches S ersetzt.

## Gründe
Im Raum Brüssel verkehren täglich 365.000 Pendler, für die außerhalb des engeren Stadtzentrums vorher nur ein unzureichendes ÖPNV-Angebot mit Vorortszügen, vergleichbar den deutschen Regionalbahnen, existierte. Da viele dieser potenziellen Kunden heute mit dem eigenen PKW fahren, sind regelmäßige Staus und Parkplatzprobleme sowie Luftverschmutzung die Folge.

## Geschichte
Die Idee zur Erstellung des Projektes stammt aus den 1990er Jahren. Ein erstes Projekt wurde 1995 veröffentlicht. Die Inbetriebnahme der ersten Linien wurde damals für 2002 geplant.
Die institutionelle Umständlichkeit, die in Belgien herrscht, hat dazu geführt, dass das Projekt verschoben und verspätet wurde, da man Genehmigungen sowohl von den drei Regionen des Landes als auch von den vier Verkehrsbetrieben, SNCB/NMBS, TEC, STIB/MIVB und De Lijn benötigte.
Die ersten Bauarbeiten begannen schließlich 2005; man plante die Inbetriebnahme damals für 2012. Am 13. Dezember 2015 wurde das Netz als französisch train S bzw. niederländisch S-Trein mit zwölf Linien in Betrieb genommen, auch wenn einige Infrastrukturmaßnahmen bis 2025 verspätet sind.

### Planung
Die S-Züge sollen auf weitgehend eigenem Gleis und mit eng vertaktetem Fahrplan nicht nur die Region Brüssel-Hauptstadt erschließen, sondern auch bis in die benachbarten Provinzen Wallonisch-Brabant und Flämisch-Brabant in den Regionen Wallonien und Flandern reichen. Außerdem soll der internationale Flughafen Brüssel-Zaventem besser angeschlossen werden. In der Brüsseler Gemeinde Anderlecht wird ein Umsteigebahnhof mit direkter Anbindung an die U-Bahn Brüssel errichtet. Die erforderliche Verzahnung mit der Brüsseler Metro steckt noch in den Kinderschuhen, ein gemeinsamer Liniennetzplan ist zwar bereits erschienen, ein gemeinsamer Verkehrsverbund ist jedoch noch wenig Realität.
Ursprünglich bis 2012 waren neun Bahnlinien mit ergänzenden Buslinien geplant, die zur Hauptverkehrszeit im 15-Minuten- oder im 30-Minuten-Takt verkehren sollten. Ferner sind ein vereinfachtes und einheitliches Tarifsystem, der Ausbau des Park-and-ride-Angebotes geplant sowie bereits 305 Elektrotriebwagen des Typs Siemens Desiro ML bestellt.
Diese neun Bahnlinien werden auf verschiedenen Streckenführungen strahlenförmig das Stadtzentrum umschließen. Dazu müssen fünf so genannte „Schlüsselstrecken“ viergleisig ausgebaut werden:
- Brüssel – Halle (erfolgte bereits beim Ausbau der TGV-Hochgeschwindigkeitsstrecke zur französischen Grenze, auf dem der Thalys (Paris) und der Eurostar (London) seit 2006 verkehren)
- Brüssel – Löwen (ebenfalls beim Ausbau der HGV-Strecke zur dt. Grenze (Köln), eröffnet: Dezember 2006)
- Brüssel – Ottignies-Louvain-la-Neuve
- Brüssel – Nivelles
- Brüssel – Denderleeuw

sowie das als „Diabolo-Projekt“ bezeichnete Projekt
- Brüssel – Mechelen (mit zusätzlicher Anbindung des Brüsseler Flughafens)

### VorlaufnetzCityRail
Die belgische Bahn hatte ein vorläufiges Netz eingeführt, welches mit modernisierten Zügen der NMBS/SNCB-Reihe AM 62-79 durchgeführt wurde. Dieses Netz wurde CityRail genannt. Das Netz bestand unter diesem Namen bis zum Fahrplanwechsel in 2013, danach wurden diese Linien wieder normale L-Züge. Es gab insgesamt sechs CityRail-Linien.
Folgende Linien bestanden:
- CR 1: Aalst – Denderleeuw – Brussel – Etterbeek – Eigenbrakel
- CR 2: Dendermonde – Brussel – Halle – Geraardsbergen
- CR 3: Brussel – Etterbeek – Louvain-la-Neuve-Université
- CR 4: Zottegem – Denderleeuw – Brussel
- CR 5: Aalst – Denderleeuw – Brussel
- CR 6: Leuven – Zaventem – Brussel – ’s-Gravenbrakel

### Finanzierungsprobleme
Anfang Februar 2016 musste Verkehrsministerin Jacqueline Galant zugeben, dass es bei der Fertigstellung des Streckennetzes für die S-Züge große Finanzierungsprobleme gibt. Der Ausbau der Eisenbahnstrecken 124 Brüssel–Nivelles und 161 Brüssel–Ottignies auf Zweigleisigkeit hatte für sie somit keine Priorität mehr. Auch Ausbaupläne in Antwerpen und Gent wurden zugunsten Brüssels zurückgestellt. Dies sorgte in den betroffenen Regionen für Verärgerung. Tage später sagte Galant, dass alles nicht so gemeint sei und man sie falsch verstanden habe. Durch diese Aussage geriet ihre Position innerhalb der Regierung ins Wanken.

## Aktuelles Liniennetz

Schematischer Liniennetzplan

Der offiziell erste „symbolische Spatenstich“ erfolgte am 23. August 2006. Einige Ausbaumaßnahmen wurden bereits 2004 begonnen und sind ebenfalls Bestandteil des Projekts. Im Zuge des Ausbaus der internationalen Verbindungsstrecke für Hochgeschwindigkeitsverkehr von Frankreich über Brüssel nach Deutschland und in die Niederlande – auch vor dem Hintergrund der Entwicklung Brüssels zur Hauptstadt der Europäischen Union – konnten bereits erste Verbesserungen erreicht werden.
Am 23. März 2015 haben der Geschäftsführer der Belgischen Eisenbahnen Jo Cornu und Bundesminister für Mobilität und Verkehr Jacqueline Galant das Konzept des S-Zuges Brüssel vorgestellt. Der Starttermin ist der 13. Dezember 2015 und bis 2025 sollen alle Bahnstrecken in Betrieb genommen werden.
Am 4. April 2016 ging der Schuman-Josaphat-Tunnel in Betrieb, somit fahren die Linien S5 und S9 nun auf der vorgesehenen Strecke.
| Linie | Linienweg | Anzahl Stationen | Takt | Takt                                                                             |
| Linie | Linienweg | Anzahl Stationen | Mo–Fr | Sa, So                                                                           |
| ----- | --- | ---------------- | --- | -------------------------------------------------------------------------------- |
| S1    | Nivelles – Brüssel – Mechelen – Antwerpen-Centraal Die Linie S1 ist ebenfalls Teil der S-Bahn Antwerpen                         | 31               | 30′ | Sa: 30′ So: 60′ Antwerpen Centraal – Brüssel-Süd und 60′ Brüssel-Nord – Nivelles |
| S2    | Braine-le-Comte – Brüssel – Zaventem – Löwen                                                                                    | 22               | 30′ | Sa: 30' So: 60'                                                                  |
| S3    | Zottegem – Brüssel – Dendermonde                                                                                                | 23               | 60′ Zusatzfahrten im morgend- und abendlichen Berufsverkehr zwischen Brüssel-Nord und Zottegem                                               | kein Betrieb                                                                     |
| S4    | Aalst – Brüssel-Schuman – Brüssel-Luxemburg – Vilvoorde                                                                         | 21               | 60′ | kein Betrieb                                                                     |
| S5    | (Geraardsbergen –) Edingen – Halle – Brüssel-Luxemburg – Brüssel-Schuman – Mechelen                                             | 25               | 60′ Halle – Mechelen 60′ Geraardsbergen – Mechelen (in der Schwachverkehrszeit nur Edingen – Mechelen)                                       | 60′ Halle – Mechelen                                                             |
| S6    | Aalst – Denderleeuw – Geraardsbergen – Brüssel – Schaerbeek/Schaarbeek                                                          | 21               | 60′ Zusatzfahrten im morgend- und abendlichen Berufsverkehr zwischen Denderleeuw und Schaerbeek/Schaarbeek                                   | 60′, nur Denderleeuw – Schaerbeek/Schaarbeek                                     |
| S7    | Halle – Brüssel-Merode – Vilvoorde – Mechelen                                                                                   | 19               | 60′ | kein Betrieb                                                                     |
| S8    | Brüssel-Süd – Nord-Südverbindung – Brüssel-Schuman – Brüssel-Luxemburg – Ottignies – Louvain-la-Neuve                           | 16               | 30′ Nur jede zweite Fahrt aus Brüssel fährt bis Louvain-la-Neuve, zusätzlich zwei Fahrten pro Stunde zwischen Ottignies und Louvain-la-Neuve | 60′ Brüssel-Süd – Ottignies 30′ Ottignies – Louvain-la-Neuve                     |
| S81   | Schaerbeek/Schaarbeek – Brüssel-Schuman – Brüssel-Luxemburg – Ottignies                                                         | 10               | drei Fahrten am Tag | kein Betrieb                                                                     |
| S9    | Löwen – Zaventem – Brüssel-Schuman – Braine-l’Alleud                                                                            | 19               | 60′ | kein Betrieb                                                                     |
| S10   | Dendermonde – Jette – Brüssel-West – Nord-Südverbindung – Jette – Aalst                                                         | 28               | 60′ | 60′                                                                              |
| S19   | Charleroi-Sud – Nivelles – Brüssel-Luxemburg – Brussels-Airport-Zaventem Die Linie S 19 ist ebenfalls Teil der S-Bahn Charleroi |                  | 60' | 60' Nivelles – Brussels-Airport-Zaventem – Leuven                                |
| S20   | Ottignies – Löwen | 13               | 30′ | 60′                                                                              |

## Fahrzeuge
Die Hauptlast des Verkehrs wird von den Siemens-Desiro-Triebzügen der Reihe AM/MS 08 bewältigt. Teilweise kommen auch die älteren Baureihen AM/MS 80 und AM/MS 86-89 zum Einsatz, einzelne Züge in der Hauptverkehrszeit werden auch lokgezogen.